# Festival international du film de Hawaï
Le Festival international du film de Hawaï (Hawaii International Film Festival en anglais, ou HIFF) est un festival de cinéma basé à Hawaï. Il se déroule généralement en octobre ou novembre de chaque année.

## Récompenses

### Meilleur film
| Année         | Film                               | Titre original                 | Réalisateur                    | Pays                     |
| ------------- | ---------------------------------- | ------------------------------ | ------------------------------ | ------------------------ |
| 1983          | La Rivière de boue                 | Doro no kawa                   | Kōhei Oguri                    | Japon                    |
| 1984          | La rivière sans balises            | Mei you hang biao de he liu    | Wu Tianming                    | Chine                    |
| 1985          | Terre jaune                        | Huang tu di                    | Chen Kaige                     | Chine                    |
| 1986          | Butterfly & Flower                 | Peesua lae dokmai              | Euthana Mukdasanit             | Thaïlande                |
| 1987          | Mirch Masala                       | Mirch Masala                   | Ketan Mehta                    | Inde                     |
| 1988          | Illustrious Energy                 | Illustrious Energy             | Leon Narbey                    | Nouvelle-Zélande         |
| 1989          | Piravi - La naissance              | Piravi                         | Shaji Karun                    | Inde                     |
| 1990          | Untama Giru                        | Untama giru                    | Gō Takamine                    | Japon                    |
| 1991          | Le Cycliste                        | Bicycleran                     | Mohsen Makhmalbaf              | Iran                     |
| 1992          | Notre héros défiguré               | Urideului ilgeuleojin yeongung | Park Jong-won                  | Corée du sud             |
| 1993          | Le Cerf-volant bleu                | Lan feng zheng                 | Tian Zhuangzhuang              | Chine                    |
| 1994          | Red Firecracker, Green Firecracker | Pao Da Shuang Deng             | He Ping                        | Chine                    |
| 1995          | Good Men, Good Women               | Hao nan hao nu                 | Hou Hsiao-hsien                | Taïwan / Japon           |
| 1996          | A Hot Roof                         | Gyae-got-un nalui ohu          | Lee Min-yong                   | Corée du sud             |
| 1997          | 12 Storeys                         | Shier lou                      | Eric Khoo                      | Singapour                |
| 1998          | Ce printemps dans mon pays natal   | Areumdawoon sheejul            | Lee Kwang-mo                   | Corée du sud             |
| 1999          | Siam Sunset                        | Siam Sunset                    | John Polson                    | Australie                |
| 2000          | Le Chant de la fidèle Chunhyang    | Chunhyangdyun                  | Im Kwon-taek                   | Corée du sud             |
| 2001          | Firefly Dreams                     | Ichiban utsukushî natsu        | John Williams                  | Japon                    |
| 2002          | Mr. and Mrs. Iyer                  | Mr. and Mrs. Iyer              | Aparna Sen                     | Inde                     |
| 2003          | Le Samouraï du crépuscule          | Tasogare Seibei                | Yōji Yamada                    | Japon                    |
| 2004          | The Taste of Tea                   | Cha no aji                     | Katsuhito Ishii                | Japon                    |
| 2005          | Cavite                             | Cavite                         | Ian Gamazon / Neill Dela Llana | Philippines / États-Unis |
| 2006          | Love for Share                     | Berbagi suami                  | Nia Dinata                     | Indonésie                |
| 2007          | The Home Song Stories              | The Home Song Stories          | Tony Ayres                     | Australie                |
| 2008          | Cape No. 7                         | Hái-kak chhit-ho               | Wei Te-sheng                   | Taïwan                   |
| 2009          | Empire of Silver                   | Bai yin di guo                 | Christina Yao                  | Chine                    |
| 2010          | Son of Babylon                     | Syn Babilonu                   | Mohamed Al-Daradji             | Irak                     |
| 2011          | Patang                             | Patang                         | Prashant Bhargava              | Inde                     |
| 2012          | Key of Life                        | Kagi-dorobô no mesoddo         | Kenji Uchida                   | Japon                    |
| 2013 ex aequo | Blue Ruin                          | Blue Ruin                      | Jeremy Saulnier                | États-Unis / France      |
| 2013 ex aequo | Jo nan-ja-deul                     | Jo nan-ja-deul                 | Young-seok Noh                 | Corée du sud             |
| 2014          | Sea Fog : Les Clandestins          | Haemoo                         | Shim Sung-bo                   | Corée du sud             |
| 2015          | Madonna                            | Madonna                        | Shin Su-won                    | Corée du sud             |

### New American Perspectives (NAP)
| Year | Film                                           | Personnalité qui a récupéré le prix                         |
| ---- | ---------------------------------------------- | ----------------------------------------------------------- |
| 2007 | Owl and the Sparrow                            | Stephane Gauger (Réalisation)                               |
| 2007 | Finishing the Game                             | Justin Lin (Réalisation)                                    |
| 2007 | The Rebel                                      | Charlie Nguyen (Réalisation)                                |
| 2007 | The GateKeeper of Enmyoin                      | Reiko Tahara (Réalisation)                                  |
| 2007 |                                                | Max Uesugi (Réalisation)                                    |
| 2008 | Chief '(Short Film)                            | Chief Sielu Avea (Acteur)                                   |
| 2008 | Long Story Short                               | Christine Choy (Réalisation)                                |
| 2008 | Vietnam Overtures                              | Stephane Gauger (Réalisation)                               |
| 2008 | Prince of the Himalayas                        | Sherwood Hu (Réalisation)                                   |
| 2008 | Someplace Else                                 | Kai-Duc Luong (Réalisation)                                 |
| 2008 | Ocean of Pearls                                | Sarab Neelam (Réalisation)                                  |
| 2009 | A Village Called Versailles                    | S. Leo Chiang (Réalisation)                                 |
| 2009 | Prince of Broadway                             | Karren Karagulian (Acteur)                                  |
| 2009 | The People I've Slept With                     | Quentin Lee (Réalisation)                                   |
| 2009 | Bombay Summer                                  | Joseph Mathew-Varghese (Réalisation)                        |
| 2009 | White on Rice                                  | Hiroshi Watanabe (Acteur)                                   |
| 2010 | Dog Sweat                                      | Hossein Keshavarz (Réalisation)                             |
| 2010 | Au Revoir Taipei                               | In-Ah Lee (Production)                                      |
| 2010 | Apart Together                                 | Lisa Lu (Actrice)                                           |
| 2010 | Beijing Taxi                                   | Miao Wang (Réalisation)                                     |
| 2011 | The Price of Sex                               | Mimi Chakarova (Réalisation)                                |
| 2011 | Living in Seduced Circumstances                | Ian Gamazon (Réalisation)                                   |
| 2011 | Skateistan: Four Wheels and a Board in Kabul   | Nadia Hennirch (Scénario)                                   |
| 2011 | Almost Perfect                                 | Bertha Bay-Sa Pan (Réalisation)                             |
| 2011 | My Last Day Without You                        | Christopher Silber (Scénario)                               |
| 2012 | Valley of Saints                               | Nicholas Bruckman (Production)                              |
| 2012 | Indian Summer (Short Film)                     | Mridu Chandra (Réalisation)                                 |
| 2012 | Starlet                                        | Radium Cheung                                               |
| 2012 | Paraiso (Short Film)                           | Ronan Landa                                                 |
| 2012 | Daylight Savings                               | Goh Nakamura (Acteur)                                       |
| 2012 | The Life and Times of Paul the Psychic Octopus | Alexandre O. Philippe (Réalisation)                         |
| 2013 | Mr. Pip                                        | Andrew Adamson (Réalisation)                                |
| 2013 |                                                | Harry Gregson-Williams                                      |
| 2013 | Escape from Tomorrow                           | Soojin Chung (Production)                                   |
| 2013 | I Learn America                                | Jean-Michel Dissard (Réalisation)                           |
| 2013 | This is Martin Bonner                          | Chad Hartigan (Réalisation)                                 |
| 2013 | Sake-Bomb                                      | Junya Sakino (Réalisation)                                  |
| 2014 | The Artist                                     | Antoine de Cazotte (Production)                             |
| 2014 | A Girl Walks Home Alone at Night               | Ana Lily Amirpour (Réalisation)                             |
| 2014 | Man from Reno                                  | Ayako Fujitani (Actrice)                                    |
| 2014 | Difret                                         | Zeresenay Mehari (Réalisation)                              |
| 2014 | Nuoc 2030                                      | Minh Nguyen-Võ (Réalisation)                                |
| 2014 | Uzumasa Limelight                              | Ken Ochiai (Réalisation)                                    |
| 2014 | Mudbloods                                      | Farzad Sangari (Réalisation)                                |
| 2015 | Camino                                         | Zoë Bell (Actrice)                                          |
| 2015 | Margarita, with a Straw                        | Shonali Bose (Réalisation)                                  |
| 2015 | Yosemite                                       | Gabrielle Demeestere (Réalisation)                          |
| 2015 | La Maison du docteur Edwardes                  | Alfred Hitchcock (Réalisation)                              |
| 2015 | Seoul Searching                                | Daniel Katz                                                 |
| 2015 | Seoul Searching                                | Benson Lee (Réalisation)                                    |
| 2015 | People are the Sky                             | Dai Sil Kim-Gibson (Réalisation)                            |
| 2019 | The Perfect Candidate                          | Haifaa al-Mansour (Réalisation)                             |
| 2019 | Asian in America                               | Jenny Dorsey                                                |
| 2019 | Go Back to China                               | Emily Ting (Réalisation)                                    |
| 2019 | Lingua Franca                                  | Isabel Sandoval (Réalisation and Acteur)                    |
| 2019 | 37 Seconds                                     | Hikari (Réalisation)                                        |
| 2020 | Shadow in the Cloud                            | Roseanne Liang (Réalisation)                                |
| 2020 | 76 Days                                        | Hao Wu (Réalisation)                                        |
| 2020 | Death of Nintendo                              | Valarie Castillo-Martinez (Scénario, Production)            |
| 2020 | First Vote                                     | Yi Chen (Réalisation)                                       |
| 2020 | Mogul Mowgli                                   | Bassam Tariq (Scénario, Réalisation)                        |
| 2020 | Minari                                         | Steven Yeun                                                 |
| 2021 | 7 DAYS                                         | Roshan Sethi (Réalisation)                                  |
| 2021 | 7 DAYS                                         | Karan Soni (Acteur)                                         |
| 2021 | 7 DAYS                                         | Geraldine Viswanathan (Acteur)                              |
| 2021 | AMERICANISH                                    | Aizzah Fatima (Acteur)                                      |
| 2021 | RED ROCKET                                     | Shih-Ching Tsou (Production)                                |
| 2021 | WOODLANDS DARK AND DAYS BEWITCHED              | Kier-La Janisse (Réalisation)                               |
| 2021 | USERS                                          | Natalia Almada (Réalisation)                                |
| 2022 | NAP Feature Filmmaker                          | Deborah Chow (Réalisation)                                  |
| 2022 | FINDING SATOSHI                                | Laurent Barthelemy (Réalisation)                            |
| 2022 | OUR FATHER, THE DEVIL                          | Ellie Foumbi (Acteur, Réalisation)                          |
| 2022 | LAND OF GOLD                                   | Nardeep Khurmi (Acteur, Réalisation)                        |
| 2022 | WHINA                                          | Rena Owen (Acteur)                                          |
| 2023 | THE ACCIDENTAL GETAWAY DRIVER                  | Sing J. Lee (Réalisation)                                   |
| 2023 | GEOFF MCFETRIDGE: DRAWING A LIFE               | Geoff McFetridge                                            |
| 2023 | A REVOLUTION ON CANVAS                         | Till Schauder & Sara Nodjoumi (Réalisation), Nicky Nodjoumi |
| 2023 | SKIN OF GLASS                                  | Denise Zmekhol (Réalisation)                                |
| 2023 | AUM: THE CULT AT THE END OF THE WORLD          | Chiaki Yanagimoto                                           |